# Olaf Sosnitza
Olaf Sosnitza (* 29. Dezember 1963 in Oldenburg (Oldb)) ist ein deutscher Rechtswissenschaftler und Hochschullehrer. Seit 2002 ist er Inhaber des Lehrstuhls für Bürgerliches Recht, Handelsrecht, Gewerblichen Rechtsschutz und Urheberrecht an der Julius-Maximilians-Universität Würzburg. Von 2005 bis 2008 war er Richter am Oberlandesgericht Nürnberg.

## Leben
Olaf Sosnitza studierte von 1984 bis 1989 Rechts- und Wirtschaftswissenschaften an der Universität Bayreuth. Nach dem Ersten Juristischen Staatsexamen und dem Abschluss der Bayreuther Wirtschaftswissenschaftlichen Zusatzausbildung mit dem Grad des „Wirtschaftsjuristen“ begann er 1989 mit dem Referendariat im Bezirk des Oberlandesgerichts Bamberg. 1990/1991 absolvierte er ein Zusatzstudium an der Hochschule für Verwaltungswissenschaften. Im Anschluss an das Zweite Juristische Staatsexamen 1992 arbeitete er als Wissenschaftlicher Assistent bei Volker Emmerich an der Universität Bayreuth, wo er 1994 mit der Dissertation „Wettbewerbsbeschränkungen durch die Rechtsprechung – Erscheinungsformen und Ursachen auf dem Gebiet des Lauterkeitsrechts“ promovierte.
Von 1994 bis 1997 war Sosnitza als Rechtsanwalt mit den Schwerpunkten Wettbewerbsrecht, gewerblicher Rechtsschutz, Urheber- und Medienrecht bei der Kanzlei Deringer Tessin Herrmann Sedemund in Köln tätig. 2001 habilitierte er sich mit der Schrift „Besitz und Besitzschutz – Sachherrschaft zwischen faktischem Verhältnis, schuldrechtlicher Berechtigung und dinglichem Recht“ an der Universität Bayreuth (Venia legendi für Bürgerliches Recht, Handels- und Wirtschaftsrecht, Gewerblicher Rechtsschutz und Zivilprozessrecht). Danach übernahm er Lehrstuhlvertretungen an der Martin-Luther-Universität Halle-Wittenberg (2001/2002) und Universität Erfurt (2002).
Nach Ablehnung eines Rufs auf einen Lehrstuhl für Privatrecht und Nebengebiete (insbesondere Zivilverfahrens- und Insolvenzrecht) an der Bucerius Law School nahm er im Wintersemester 2002/2003 den Ruf auf die Nachfolge von Hans Forkel an der Julius-Maximilians-Universität Würzburg an, wo er den Lehrstuhl für Bürgerliches Recht, Handelsrecht, Gewerblichen Rechtsschutz und Urheberrecht übernahm.
Sosnitza war außerdem von 2005 bis 2008 Richter am Oberlandesgericht Nürnberg im 3. Zivilsenat. Er ist unter anderem Mitglied der Deutsch-Kanadischen Juristenvereinigung (seit 1993, seit 2002 im Vorstand), der Deutschen Vereinigung für gewerblichen Rechtsschutz und Urheberrecht (seit 1995), der Gesellschaft für Rechtsvergleichung (seit 1997) und der Zivilrechtslehrervereinigung (seit 2001). Er ist ständiger Mitarbeiter der Zeitschrift Kommunikation & Recht sowie  Mitherausgeber der Zeitschrift MarkenR (seit 2005) und des Kommentars von Walter Zipfel und Kurt-Dietrich Rathke zum Lebensmittelrecht (seit 2012).
Sosnitza ist verheiratet und Vater von zwei Kindern.

## Schriften (Auswahl)
- Wettbewerbsbeschränkungen durch die Rechtsprechung. Erscheinungsformen und Ursachen auf dem Gebiet des Lauterkeitsrechts. Baden-Baden 1995, ISBN 3-7890-3613-7.
- Besitz und Besitzschutz. Sachherrschaft zwischen faktischem Verhältnis, schuldrechtlicher Befugnis und dinglichem Recht. Tübingen 2003, ISBN 3-16-147870-3.
- Deutsches und europäisches Markenrecht. München 2015, ISBN 3-406-67468-2.
- Fälle zum Gewerblichen Rechtsschutz und Urheberrecht. München 2018, ISBN 3-406-71893-0.